# پدلینتس
پدلینتس (به لهستانی: Podoliniec) یک شهرک در اسلواکی با جمعیت ۳٬۲۰۴ نفر است که در Stará Ľubovňa District واقع شده‌است.